# Wilhelm Pöhler
Wilhelm Heinrich Pöhler (* 15. März 1880 in Bückeburg; † 10. Oktober 1945 ebenda) war ein deutscher Gewerkschafter und Politiker (SPD).

## Leben
Wilhelm Pöhler wurde als Sohn eines Zimmermanns geboren. Nach dem Besuch der Volksschule in Bückeburg absolvierte er eine Lehre als Zimmermann und ging danach auf Wanderschaft. Er trat 1903 in die Gewerkschaft ein, wurde 1904 Mitglied der SPD und war von 1918 bis 1933 Vorsitzender des SPD-Ortsvereins Bückeburg. Von 1920 bis 1922 übernahm er die Leitung des Bückeburger Gewerkschaftskartells. Als Zimmermannspolier war er unter anderem für den Landkreis Schaumburg-Lippe tätig.
Pöhler war von 1920 bis 1933 Stadtverordneter in Bückeburg. Dem Landtag des Freistaates Schaumburg-Lippe gehörte er von 1928, als er für den ausgeschiedenen Abgeordneten Wilhelm Seiger nachrückte, bis 1931 an.
Nach der Machtübernahme der Nationalsozialisten wurde er bei der Polizei meldepflichtig. Darüber hinaus war er bis 1934 erwerbslos.
Im Juli 1945 wurde er zum Mitglied des fünfköpfigen Landesrats von Schaumburg-Lippe berufen; dieser war 1945/46 ein beratender Ausschuss für die Landesregierung und ein Vorläufer des zwar geplanten, wegen der schnellen Auflösung des Landes aber nicht mehr zusammengetretenen ernannten Landtags von Schaumburg-Lippe.
Wilhelm Pöhler war seit 1904 verheiratet und hatte drei Kinder. Sein Bruder Karl August Pöhler (1885–1970) war von 1918 bis 1919 Mitglied der Landesversammlung Schaumburg-Lippe.